# Hemiuridae
Famille
Les Hemiuridae forment une famille de trématodes, comptant notamment des parasites de poissons.

## Liste des genres
56 genres sont répartis en treize sous-familles[réf. nécessaire] :